# Joseph Saurin
Joseph Saurin (Courthézon, Provenza, 1 de septiembre de 1659 - París, 29 de diciembre de 1736) fue un matemático francés, hermano pequeño del teólogo protestante Elie Saurin y padre del dramaturgo Bernard-Joseph Saurin. 

## Biografía
Era hijo de Pierre Saurin, pastor protestante de Courthézon en el momento de su nacimiento, y de su esposa Suzanne Matté. Joseph Saurin fue educado por su padre, quien le enseñó la teología reformada y el idioma hebreo. Él mismo se convirtió en pastor en 1684 y predicó en el Delfinado.
Su libertad de expresión lo puso en aprietos desde muy pronto. Se fue como ministro a Suiza en 1683, primero en Bercher y luego en Yverdon y en 1685, pese a la fuerte presión que se ejerció sobre él, se negó a firmar el Consenso de Ginebra cuando se revocó el Edicto de Nantes en ese mismo año por medio del Edicto de Fontainebleau. Dejó Suiza por estas disputas religiosas o, según algunos, para evitar una condena por robo. De regreso a Francia, se trasladó a París y, bajo la influencia de Bossuet, se convirtió al catolicismo en 1690. Luis XIV le otorgó después una pensión de 1500 libras y se dedicó al estudio de las matemáticas. Comenzó a enseñarlas y se hizo amigo de Guillaume de l'Hôpital, Nicolas Malebranche y Pierre Varignon. De 1702 a 1703 participó en la redacción del Journal des Savants. En 1702 sostuvo una controversia con Michel Rolle sobre cálculo diferencial, que le interesaba en especial. Hizo un llamamiento a la Academia de Ciencias: no votó contra Rolle, que era miembro de la misma, pero le dio la bienvenida un par de años más tarde, en 1707. Según Fontenelle, Saurin era partidario de la teoría de los vórtices de Descartes, quien se había manifestado contra Huygens.
Amigo de Antoine Houdar de la Motte, Antoine Danchet y Nicolas Boindin, fue acusado por Jean-Baptiste Rousseau de ser el autor de poemas insultantes y blasfemos. Esta acusación parecía más plausible porque Saurin había mostrado mucha amargura y malicia en una disputa en que se opuso con sus amigos a Rousseau, y fue arrestado el 24 de septiembre de 1710, de suerte que pasó varios meses en prisión. Pero se pudo demostrar que los testigos presentados contra él habían sido sobornados, y fue exonerado por una sentencia del Chatelet de 12 de diciembre de 1710, confirmada por el Parlamento de París el 27 de marzo de 1711, quien también ordenó a Rousseau pagarle una suma de 4000 libras. A continuación, se retiró y pasó el resto de su vida entregado a las matemáticas y escribió sobre el problema de Jacques Bernoulli y la teoría de las oscilaciones del péndulo de Christian Huygens. 
Publicó numerosas memorias y fue uno de los más firmes defensores del cálculo infinitesimal. Determinó las tangentes en los puntos débiles de las curvas algebraicas.